# Dialekt czarnogórski

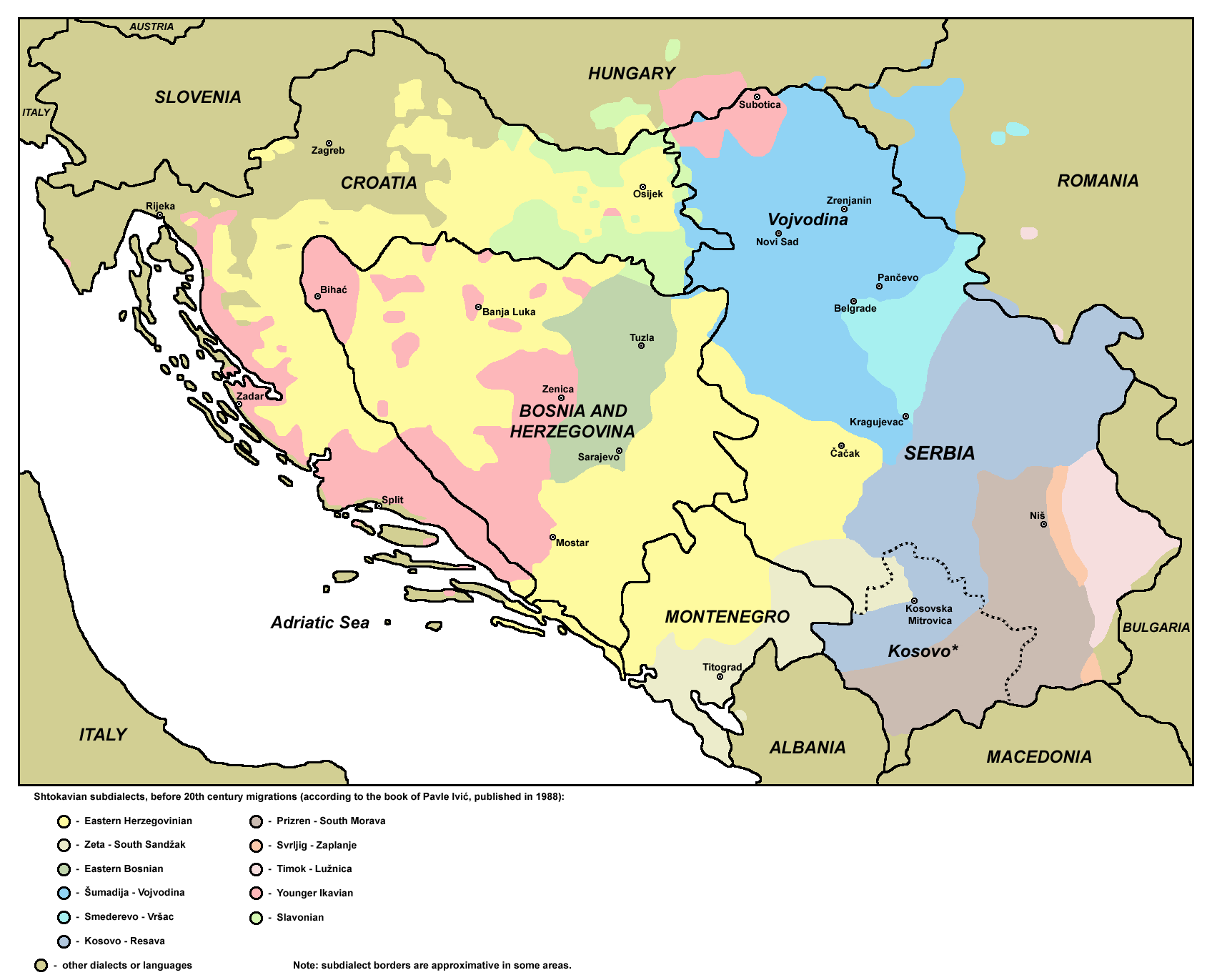
Dialekty sztokawskie, w tym dialekt czarnogórski

Dialekt czarnogórski (serb.-chorw. zetsko-raški dijalekt, zetsko-južnosandžački dijalekt) – dialekt sztokawski należący do grupy starosztokawskich, używany w południowej i wschodniej Czarnogórze oraz w południowym Sandżaku aż po rzekę Ibar na wschodzie i północne peryferie Kosowa i Metochii. Poza tym używany jest w izolowanych punktach w miejscowości Peroja w Istrii i w Wojwodinie. Z uwagi na swoje peryferyjne położenie, charakteryzuje się licznymi archaizmami i wpływami obcymi.

## Cechy językowe
Do cech fonetycznych dialektu czarnogórskiego należą:
- archaiczna akcentuacja – zachowanie dwóch pierwotnych akcentów, długiego opadającego â i krótkiego opadającego ȁ oraz co do zasady zachowanie pierwotnego miejsca akcentu, np. na północ od Podgoricy sestrȁ, jezȉk, trāvȁ, glāvê, glāvôm, ale mianownik glâva z wtórnym cofnięciem się miejsca akcentu zamiast glāvȁ[4],
- zachowanie przed-, jak i poakcentowej długości samogłosek, np. trāvȁ, glāvôm, pȑstēn, prâznīk[5],
- prasłowiańskie długie *ě (jać) dało najczęściej ije, podczas gdy krótkie – je (wymowa jekawska), np. snȉjeg, śȅme, đevôjka < *sněgъ, *sěmę, *děvojьka, niekiedy na skutek działania joty na spółgłoskę wargową powstało epentyczne lj, np. vljȅra, mljȅra < psł. *věra, *měra[5],
- w wielu gwarach czarnogórskich kontynuantem dawnych jerów jest odrębny fonem o szerokim brzmieniu, np. lä̂ž, dä̂n < psł. *lъžь, *dьnь[5],
- wtórna palatalizacja doprowadziła do powstania nowych fonemów ś i ź z s+j i z+j, np. śȅme, kłâśe, kȍźi < psł. *sěmę, *kolsьje, *kozьjь[5],
- zanik fonemu χ, który zwykle zanikł bez śladu lub dał rozmaite dźwięki w zależności od pozycji – γ, v, j, g lub k, np. ljȅb, grȉje, ȕvo, orȁg, orȁji, mȕγa < psł. *xlěbъ, *grěxъ, *uxo, *orěxъ, *orěxy, *muxa[5],
- welaryzacja *l przed samogłoskami tylnymi do ł, przypominającego polskie ł[5], np. Miłoš, łuk[6],
- przejście s i z przed n w š́ i ž́, np. š́nȍp, š́lȉjep, raž́lȉka[3],
- powstanie fonemu ʒ (dz), występującego w romanizmach, np. biʒin ‘pies’, buʒara ‘hańba’, lunʒula ‘kwiat’, a w okolicy Baru także w słowach rodzimych, np. ʒvono, ʒenica, ʒubi[6],
- w pasie nadmorskim charakterystyczne jest przejście wygłosowego -m w -n, np. znân, s ono zdrȁvōn nȍgōn[7].

Spośród innowacji w morfologii należy wymienić:
- synkretyzm przypadków inny niż w dialekcie wschodniohercegowińskim, tj. połączenie się celownika z narzędnikiem, np. zūbȉma od zûb, ženȁma od ženȁ, a często też dopełniacza z miejscownikiem, np. sêlǟh od selȍ czy gȍdināg od gȍdina[3], końcówka celownika-narzędnika może też być skrócona do -ma, np. rođacma, końma, ľudma, teladma[8],
- utrata rozróżnienia przypadków miejsca i kierunku, np. u kuću ‘w domu’, na Cetińe ‘w Cetyni’[3],
- pomieszanie instrumentalnego i socjatywnego użycia narzędnika, np. kȍsī s kȍsōm zamiast kȍsī kȍsōm[3] lub ide Miłanom zamiast ide s Miłanom[9].

Te dwie ostatnie cechy uznaje się za wpływ albański i romański. Te same wpływy są widoczne w dziedzinie słownictwa.
Archaizmami morfologicznymi zachowanymi w gwarach czarnogórskich są:
- obecność enklityk zaimków osobowych 1. i 2. osoby liczby mnogiej ni, vi w celowniku i ne, ve w bierniku, a w kilku punktach Zatoki Kotorskiej ni i vi w bierniku[3],
- formy celownika-miejscownika zaimków liczby pojedynczej typu mȅne, tȅbe, sȅbe (literackie mèni, tèbi, sèbi)[3],
- częste użycie przyimka u z dopełniaczem[9].

## Przykłady
Tekst w gwarze Kosowskiego Ługu:

Taman bľesmo došle iz Grada, kad aoli čeka jedno momče, śedi tunake, ka ti đe si sad. Š ńim još jedan. Velim ja: „Dovati da ne śede
bez rakie, tun“. „Śedi, leba vi, što e mlogo – mlogo e“ (veli on). „To e sliva, liepa e, popićete.“

Przykład opowieści w gwarze czarnogórskiej z Sjenicy:

Putovo jedan čoek pa došo kot jedne kuće i pito može l' noćit. Domaćin ga pušti na konak. On sedeo pokraj ogńa i gledo šta radi čeľad po kući, a najviše pazijo domaćicu. Napriliku treba joj luč da nešto oposli pa ga uždi i pošto e opoviđela poso utrnula ga i bačila ona ugarak poret glavńa. Malo posle trebo joj luč i ona uzme ona isti ugarak da ga zapaľi. Taman da ga zapaľi, a ona putnik rekne e se ne veta zapaľivat luč s obadvije strane, e može doj čuma i podavat sve što e u kuću. Žena ga nije poslušala. Kat je oposlila, donese ona ugarčić i ope(t) bači kraj glavńa.
Kad je bilo oko ponoći, otvore se vrata sama i ulegne jedna čupava i grdna žena, sva kaľava i zamazana. Osvrne se po kući, pa ti uzme ona luč, ona ugarčić, udari jednu faju preko vrata i reče: „Što goj izide na ova vrata da crkne!“ O(d) domaćija to nije niko čuo, vej samo ona putnik. On odma ustane i počne da zove domaćina. Domaćin ustane i zapita ga da nije bon, a ova mu rekne da nije, no ga pita kako će iznes telad napoľe. Domaćin mu rekne: «Bolan prijateľu, što pitaš kako ću iznes čelad. Zar ne vidiš vrata. Nešto si rđavo snijo. Idi ti, reče, pa spava(j). Ne boj se ništa!» – Ne boim se ja, reče namernik, no sam video čumu kad je došla ođenak i rekla da ne pretekne ništa živo što izide na ova vrata. Ka(d) to ču domaćin, uzme sekiru i provali duar i načini mazgalu na drugu stranu te izvede čeljad i nikat se ne vrnu u onu kuću, a ona putnik nestane ko da propane u zemľu.